# Bastian Sick
Bastian Sick (in tedesco: ˈbastjaːn ˈzɪk ; Lubecca, 17 luglio 1965) è un giornalista e scrittore tedesco.

## Biografia
Cresciuto a Ratekau, nei pressi di Lubecca, frequentò il "Leibniz Gymnasium" a Bad Schwartau, dove conseguì la maturità nel 1984. Dopo il servizio militare studiò storia e filologia romanza. Durante i suoi studi lavorò come correttore e traduttore per la Carlsen-Verlag. Nel 1995 iniziò a lavorare come giornalista della documentazione nell'archivio fotografico della rivista tedesca Der Spiegel. Nel 1999 entrò a far parte della redazione della rivista Spiegel online e divenne redattore letterario.
Nel 2003 acquisì una certa notorietà come autore della rubrica “Zwiebelfisch”, in cui raccontava in modo divertente vari casi dubbi riguardanti la grammatica, l'ortografia, la punteggiatura e lo stile della lingua tedesca. Nel 2004 50 di questi casi vennero raccolti e pubblicati da Kiepenheuer & Witsch a Colonia nel libro Der Dativ ist dem Genitiv sein Tod, il cui titolo richiama una particolare forma di genitivo in cui vengono utilizzati nel costrutto gli aggettivi possessivi; tale forma non è usata nella lingua tedesca standard ed è spesso considerata antiestetica. Di questo libro vennero vendute più di 2 milioni di copie e vennero stampati 2 seguiti nell'arco di 2 anni, oltre a generare prodotti collaterali ad esso ispirati, tra cui giochi da tavolo, giochi per computer e calendari.
Sick ha tenuto diversi tour di lettura, dove si è anche esibito come intrattenitore. Il 13 marzo 2006 si esibì nell'Arena di Colonia davanti a un pubblico di 15.000 persone nella "più grande lezione di tedesco del mondo". Per l'occasione venne supportato da altre personalità come Thomas Bug, Joachim Hermann Luger, Jürgen Rüttgers, Frank Plasberg, Frank Rost, Cordula Stratmann e Annette Frier. Le registrazioni di questo evento e dei suoi tour vennero pubblicate come audiolibri. Su invito della Sony-BMG, nel 2007 Sick pubblicò un CD intitolato “Lieder voller Poesie”, un omaggio al musicista e cantante Udo Jürgens.
Nel 2008 Sick presentò un programma televisivo su WDR, intitolato Bastian-Sick-Schau, in cui assieme ad artisti come Jochen Busse, Konrad Beikircher e Susanne Pätzold mostrava in 30 minuti varie stranezze linguistiche usate nella vita quotidiana. Nel 2009 abbandonò la casa editrice Spiegel e divenne un autore ed oratore autonomo. Con il suo spettacolo Nur aus Jux und Tolleranz è andato in tournée per tutta la Germania nel 2011 e nel 2013. Inoltre su invito del Goethe Institute, di alcune scuole tedesche ed altri istituti scolastici ha svolto anche molte esibizioni all'estero.

## Opere

### Libri
- Der Dativ ist dem Genitiv sein Tod. Ein Wegweiser durch den Irrgarten der deutschen Sprache . Kiepenheuer und Witsch, Colonia, 2004,ISBN 3-462-03448-0 . (Hörbuch:ISBN 3-89813-400-8 )
- Der Dativ ist dem Genitiv sein Tod. Folge 2. Neues aus dem Irrgarten der deutschen Sprache . Kiepenheuer und Witsch, Colonia, 2005,ISBN 3-462-03606-8 . (Hörbuch:ISBN 3-89813-445-8 )
- Der Dativ ist dem Genitiv sein Tod. Folge 3. Noch mehr Neues aus dem Irrgarten der deutschen Sprache . Kiepenheuer und Witsch, Colonia, 2006,ISBN 3-462-03742-0 . (Hörbuch:ISBN 3-89813-566-7 )
- Der Dativ ist dem Genitiv sein Tod. Folge 4. Das Allerneueste aus dem Irrgarten der deutschen Sprache . Kiepenheuer und Witsch, Colonia, 2009,ISBN 978-3-462-04164-4 .
- Der Dativ ist dem Genitiv sein Tod. Folge 5 . Kiepenheuer und Witsch, Colonia, 2013,ISBN 978-3-462-04495-9 .
- Der Dativ ist dem Genitiv sein Tod. Folge 6 . Kiepenheuer und Witsch, Colonia, 2015,ISBN 978-3-462-30998-0 .
- Füllen Sie sich wie zu Hause. Ein Bilderbuch aus dem Irrgarten der deutschen Sprache. Kiepenheuer und Witsch, Colonia, 2014,ISBN 978-3-462-04700-4 .
- Happy Aua. Ein Bilderbuch aus dem Irrgarten der deutschen Sprache. Kiepenheuer und Witsch, Colonia, 2007,ISBN 978-3-462-03903-0 .
- Happy Aua 2. Ein Bilderbuch aus dem Irrgarten der deutschen Sprache. Kiepenheuer und Witsch, Colonia, 2008,ISBN 978-3-462-04028-9 .
- Hier ist Spaß gratiniert. Ein Bilderbuch aus dem Irrgarten der deutschen Sprache. Kiepenheuer und Witsch, Colonia, 2010,ISBN 978-3-462-04223-8 .
- Wegweiser durch den Irrgarten der deutschen Sprache. Kiepenheuer und Witsch, Colonia, 2012,ISBN 978-3-7607-8738-1 .
- Wie gut ist Ihr Deutsch? Il grande test. Kiepenheuer und Witsch, Colonia 2011,ISBN 978-3-462-04365-5 .
- Wie gut ist ihr Deutsch? 2. Der neue große Test Kiepenheuer und Witsch, Colonia, 2019,ISBN 978-3-462-05204-6 .
- Wie gut ist Ihr Deutsch? 3 Dem großen Test sein dritter Teil. Kiepenheuer und Witsch, Colonia, 2021,ISBN 978-3-462-00131-0 .
- Wir braten Sie gern! Ein Bilderbuch aus dem Irrgarten der deutschen Sprache. Kiepenheuer und Witsch, Colonia, 2013,ISBN 978-3-462-04574-1 .
- Wir sind Urlaub! Das Happy-Aua-Postkartenbuch. Kiepenheuer und Witsch, Colonia, 2010,ISBN 978-3-462-04267-2 .

## CD
- Der Dativ ist dem Genitiv sein Tod . Letto da Rudolf Kowalski, Der Audio Verlag (DAV), Berlino, 2005,ISBN 978-3-89813-400-2 (Lesung, 2 CD, 153 min.)
- Der Dativ ist dem Genitiv sein Tod, Folge 2 . Letto da Bastian Sick, Der Audio Verlag (DAV), Berlino, 2005,ISBN 978-3-89813-445-3 (Lesung, 2 CD, 151 min.)
- Der Dativ ist dem Genitiv sein Tod, Folge 3 . Letto da Bastian Sick, Der Audio Verlag (DAV), Berlino, 2006,ISBN 978-3-89813-566-5 (Lesung, 2 CD, 146 min.)
- Bastian Sick Live . Der Audio Verlag (DAV), Berlino, 2007,ISBN 978-3-89813-646-4 (spettacolo dal vivo, 1 CD, 76 min. )
- "Happy Aua" - Tour 2008 . Der Audio Verlag (DAV), Berlino, 2008,ISBN 978-3-89813-737-9 (spettacolo dal vivo, 1 CD, 73 min. )
- Der Dativ ist dem Genitiv sein Tod, Folge 4 . Letto da Bastian Sick, Der Audio Verlag (DAV), Berlino, 2009,ISBN 978-3-89813-881-9 (Lesung, 2 CD, 159 min.)
- Der Dativ ist dem Genitiv sein Tod, Folge 5 . Letto da Bastian Sick, Der Audio Verlag (DAV), Berlino, 2012,ISBN 978-3-86231-273-3 (Lesung, 2 CD, 168 min.)

### Singoli
- Keine andere Sprache . 2014. Musica e testi: Bastian Sick. ASIN: B00K6I4KXY
- Würde Goethe heut noch leben . 2014. Musica e testi: Bastian Sick. ASIN: B00K6I6WIA